# Little Wild One
Little Wild One è il sesto album in studio della cantante statunitense Joan Osborne, pubblicato nel 2008.

## Tracce
1. Hallelujah in the City (Bazilian, Chertoff, Hyman, Osborne) – 4:16
2. Sweeter than the Rest (Bazilian, Chertoff, Hyman, Osborne) – 4:08
3. Cathedrals (Clifford) – 4:16
4. Little Wild One (Bazilian, Hyman, Osborne) – 3:31
5. Rodeo (Bazilian, Chertoff, Forman, Hyman, Osborne) – 3:39
6. To the One I Love (Bazilian, Chertoff, Hyman, Osborne) – 4:25
7. Daddy-O (Bazilian, Chertoff, Forman, Hyman) – 3:28
8. Meet You in the Middle (Osborne) – 3:45
9. Can't Say No (Bazilian, Chertoff, Hyman, Osborne) – 4:48
10. Light of the World (Rev. G. Davis, Osborne) – 3:59
11. Bury Me on the Battery (Hyman, Osborne) – 3:03